# Alexander Otto (Fußballspieler)
Alexander Otto (* 28. Januar 1988 in Orlowka, Kirgisische SSR) ist ein deutscher Fußballspieler. Von 2001 bis 2012 war er beim 1. FC Saarbrücken aktiv. Sein Bruder Wladimir ist ebenfalls Fußballspieler.

## Karriere
Alexander Otto kam 2001 von Saar 05 Saarbrücken zum 1. FC Saarbrücken. Dort durchlief er mehrere Jugendmannschaften und bestritt am 5. August 2007 sein erstes Spiel für die erste Mannschaft in der Oberliga Südwest. Nach insgesamt acht Einsätzen 2007/08 spielte er in der Saison 2008/09 28-mal für den FCS und stieg mit dem Verein in die Regionalliga auf. Spätestens jetzt war Otto eine feste Größe in der Mannschaft, die den direkten Durchmarsch in die 3. Liga schaffte. In der ersten Drittligasaison kam Otto noch 15-mal zum Einsatz, im Jahr darauf dann gar nicht mehr. Im Sommer 2012 wechselte er in die zweite Mannschaft des 1. FC Saarbrücken. Im Jahr 2013 wechselte er zu SV Röchling Völklingen.

### Statistik
| Liga         | Spiele (Tore) |
| ------------ | ------------- |
| 3. Liga      | 15 (1)        |
| Regionalliga | 29 (0)        |
| Oberliga     | 286 (10)      |
| Wettbewerb   |               |
| DFB-Pokal    | 00 (0)        |

Stand: Winterpause 2014/15